# Кольцово (Ферзиковский район)
Кольцово — село в Ферзиковском районе Калужской области России, входит в состав сельского поселения «Село Кольцово».

## История
Известно с XVI века (Горяиново, принадлежало Никуле Бегичеву, и Зиново, принадлежавшее Василию Змееву). В Смутное время (с 1598 по 1613 год) в запустении.
В XVIII веке — родовое имении Каров (Карово). В. П. Кар (1730—1806) — генерал-майор, командовавший карательной экспедицией, направленной на подавление восстания Е. И. Пугачёва, после самовольного оставления вверенных ему войск скрывался здесь от монаршего гнева. Сын Василия Карова — Сергей — переименовал село в Сергиевское.
С середины XIX века и до революции 1917 года — во владении Осоргиных, выкупивших имение у Каров за 600 000 рублей и устроивших здесь объединившее 8 деревень обширное хозяйство с фермой, паровой мельницей, винодельней. Была в селе церковь, приходская школа. Из рода Осоргиных происходила Ульяна Шмеман (Осоргина), супруга выдающегося церковного деятеля, священника Александра Шмемана. 
В 1887 году в Покровском храме села венчались князь Сергей Николаевич Трубецкой и княжна Прасковья Владимировна Оболенская.
В начале XX века село получило имя поэта Алексея Кольцова.
При Советской власти имение Осоргина было национализировано, позднее здесь был организован колхоз имени Суворова.

## Население
| 2002 | 2010 | 2011 |
| ---- | ---- | ---- |
| 440  | ↗441 | ↘435 |